# 臓卜師

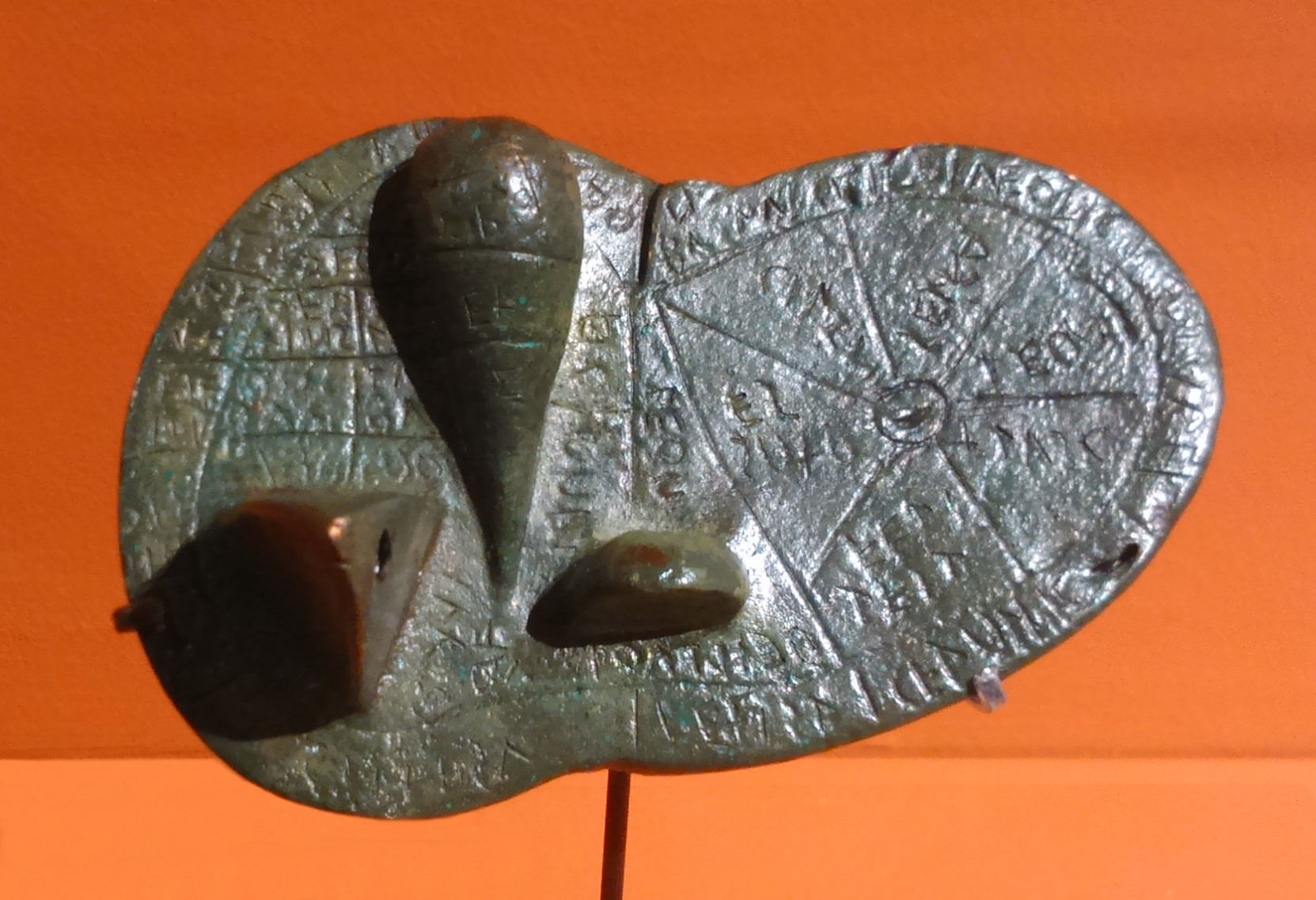
臓卜師が臓卜の習得のために使用していた模型、ピアチェンツァの肝臓

臓卜師（ぞうぼくし。肝臓占い師、腸卜僧などとも。ラテン語: haruspex、複数形：haruspices）とは、エトルリアから共和政ローマへと伝わった、動物の内臓、特に肝臓を使って、神々の表した何らかの兆しを読み取ろうとする占いの一種、臓卜を行う専門家のことである。彼らは元々『エトルスキ教典』（ラテン語: Etrusca disciplina）と呼ばれるエトルリア土着の宗教教典を長い時間をかけ習得した貴族階級で、教典に従い臓卜だけでなく、天候などの自然現象から様々な予兆を読み取った。彼らは「神々の平和」とその結果生じる地上の平和を守るべく、厳格に祭祀を行ったという。

## 概要
『エトルスキ教典』は、『臓卜の書』（libri haruspicini）、『雷電の書』（libri fulgurales）、『儀式の書』（libri rituales）の三冊からなり、『臓卜の書』は生け贄の内臓から神々による予兆を読み取ろうとする占いを扱うが、『雷電の書』は、エトルリアの主神ティニアとその他8柱の神々が、雷によって示す予兆を読み取る「雷卜」に関する本であり、最後の『儀式の書』においても、彗星の出現や奇形の誕生などといった自然現象にどういう意味があるのかを示していた。そのため、臓卜師とは言っても、内臓を見るだけでなく、様々な現象を広く扱う。ラテン語表記のharuspexのうち、spexは「見る人」といった意味であるが、haruはラテン語にはなく、それが何を指すのかは諸説ある。
古代エトルリアにおいて、臓卜を行うのは最高位の貴族階級であり、彼らは教典を秘蔵して代々臓卜を伝えていたと考えられている。臓卜師の服装であった、生け贄の革から作られた可能性もある丈の短いアウターウェアを纏い、先の尖ったベレー帽を被った人々が、大貴族の墓に描かれており、このベレー帽は臓卜師の象徴として棺の上にも模られたという。
彼らは内臓の色や形、神々の意志を反映する細かい部位について学習し、更に神々に応じた儀式や祭祀の形式を覚え、雷の種類や自然現象からどの神による予兆なのかを判断し、その対応策を提示する必要があり、臓卜の習得には長い年月が必要であることが推測され、時には国家の方針を決定するためにその責務は大きかった。そのような人材をそう多く養成することは困難であり、またその権威も絶大であったために、政務に関わることはなかったと考えられている。

## ローマ時代
古代ローマにおいても鳥卜を行うアウグルがその創設時から存在していたが、彼らの占いは、ある行いについて神々がそれに賛成するか、反対するかを知ることは出来ても、幅広い現象の解釈は出来なかった。そのため、共和政ローマ時代にエトルリアを支配下に収めるようになると、元老院はすぐにエトルリア人の臓卜師を重用し、『エトルスキ教典』をラテン語に翻訳して60人からなる臓卜師団を編成したという。
この時期については紀元前295年のセンティヌムの戦い以降が考えられる。エトルリアが完全にローマの同盟市として組み込まれると、臓卜師の仕事は一時縮小したが、ローマに取り入れられ、ローマがポエニ戦争を通じてその領域を拡大すると、それにつれて臓卜師の需要も拡大する。ピアチェンツァの肝臓の作成時期は紀元前2世紀と考えられており、臓卜師養成が急務となったためにこのような模型が用いられたのではないかと考える学者もいる。
臓卜が取り入れられると、ローマ以外の都市においても、独自に臓卜師を雇うところが現れ、共和政後期には個人的に臓卜師を雇う有力者も現れた。それは帝政ローマ時代になっても変わらず、ローマ皇帝召し抱えの臓卜師もおり、3世紀にはローマ軍団にも臓卜師が同行した。紀元前1世紀初頭の同盟市戦争の結果、エトルリア人にもローマ市民権が付与されると、徐々にエトルリア語も使用されなくなり、それにつれて、臓卜師はエトルリアの占い師という地位から、ローマの占い師へと変わり、また技術さえあればエトルリア人である必要もなくなった。発見された石碑の記述から、帝政初期においても、エトルリア出身の臓卜師がイタリア各地のムニキピウムに移り住み、そこでその都市に所属する臓卜師として活動していたことが推測できるという。

## 衰退
帝政期に入ってキリスト教が台頭すると、キリスト教と同じく教典を有するエトルリアの宗教がその対抗として注目され、ラクタンティウスによれば、ディオクレティアヌスの行ったキリスト教の大迫害は、臓卜師の勧めがあったからだという。しかし、テオドシウス1世によって推し進められたキリスト教の国教化によって、占いを行う臓卜師は禁止された。